# Francesco Ceracchini
Francesco Ceracchini (Sinalunga, 1768 – Siena, 24 luglio 1824) è stato un compositore e organista italiano.

## Biografia
Abbiamo pochissime fonti biografiche su Ceracchini. Lo sappiamo prima (dal 1789) organista poi (dal 1796) maestro di cappella del duomo di Siena. I contemporanei lo descrivono estremamente virtuoso sia con l'organo sia con il violino e il violoncello. Si ha notizia di due suoi lavori per il teatro (un Antigono di Metastasio per la Pergola di Firenze nel 1794, Elisa ed Alceo per Siena, del 1797, e il Sacrificio di Isacco per il senese istituto dei sordomuti, datato 1824), di sue cantate profane, anche celebrative (per Leopoldo II e per la Regina d'Etruria), e, soprattutto, di molta sua musica sacra. Nel 1815 dette vita alla Banda Municipale di Siena, la prima banda civica della città (dopo i primi ensemble strumentali settecenteschi sorti nella corte lorenese). Le fonti coeve parlano di una sua attività di insegnante di organo e contrappunto.

## Opere e fonti
La sua musica sacra sopravvive in numerosi autografi e in copie manoscritte coeve. Gran parte di questo repertorio è a Siena, all'Opera della Metropolitana di Siena e nel Fondo Provenzano della Biblioteca degli Intronati. Un numero minore ma cospicuo è conservato anche nel Fondo Torrefranca del Conservatorio Benedetto Marcello di Venezia e in due istituzioni di Firenze (l'Archivio della Santissima Annunziata e il Conservatorio). Alcuni pezzi sono alla Biblioteca Palatina di Parma (in esemplari anche digitalizzati). Parma, Venezia e Siena (Fondo Provenzano) conservano anche molti suoi lavori profani. Copie pressoché complete della partitura di Alceo ed Elisa sono, oltre che a Parma, anche al Conservatorio di Genova e all'Accademia di Santa Cecilia di Roma. Stralci di Alceo ed Elisa sono gli unici pezzi di Ceracchini circolati fuori dall'Italia, come dimostra una miscellanea al Musikaliensammlung della Landesbibliothek Mecklenburg-Vorpommern Günther Uecker di Schwerin. Nel Fondo della Famiglia Sergardi-Biringucci (uno degli esponenti, Fabio, era un musicista ottocentesco) c'è una cantata per la Regina d'Etruria compatibile con quella che sappiamo essere stata composta da Ceracchini, ma lo stato attuale degli studi non permette di accertarne l'attribuzione in modo definitivo.

## Edizioni moderne
Sue opere per organo (a cura di Cesare Mancini e Marco Rossi) sono state incluse in miscellanee edite a Bergamo da Carrara.

## Discografia
Pezzi per organo di Ceracchini sono stati registrati (nello studio SMC di Ivrea) da Mario Duella nel 2010.